# Кайзерлихмарине
Императорский флот или Кайзерлихе марине (нем. Kaiserliche Marine) — военно-морские силы Германской империи на основе военно-морских сил Королевства Пруссия, основной задачей которых являлась береговая оборона. Они существовали с 1871 по 1919 год. Особенно значительно они увеличились в период правления Вильгельма II, при статс-секретаре морского министерства Альфреде фон Тирпице, у которого нашли поддержку идеи американского теоретика морских сил Альфреда Тайера Мэхэна. Результатом стала гонка морских вооружений с Великобританией, в ходе которой германские ВМС стали одной из самых значимых морских сил в мире, уступая только британским. Надводные силы оказались малоэффективны в ходе Первой мировой войны, участвовали только в одном большом сражении — Ютландском, результат которого можно охарактеризовать как неопределенный.
В то же время подводный флот значительно расширился и представлял собой главную угрозу путям снабжения Великобритании. После окончания войны большая часть кораблей была интернирована союзниками, а в 1919 году затоплена оставшимися германскими экипажами на базе Скапа-Флоу.
Основные силы кайзеровских ВМС назывались Флотом открытого моря (нем. Hochseeflotte). Корабли императорских ВМС обозначались как SMS нем. Seiner Majestät Schiff (корабль Его величества). Преемником кайзеровских ВМС был «имперский флот» (нем. Reichsmarine) Веймарской республики.

## Организация

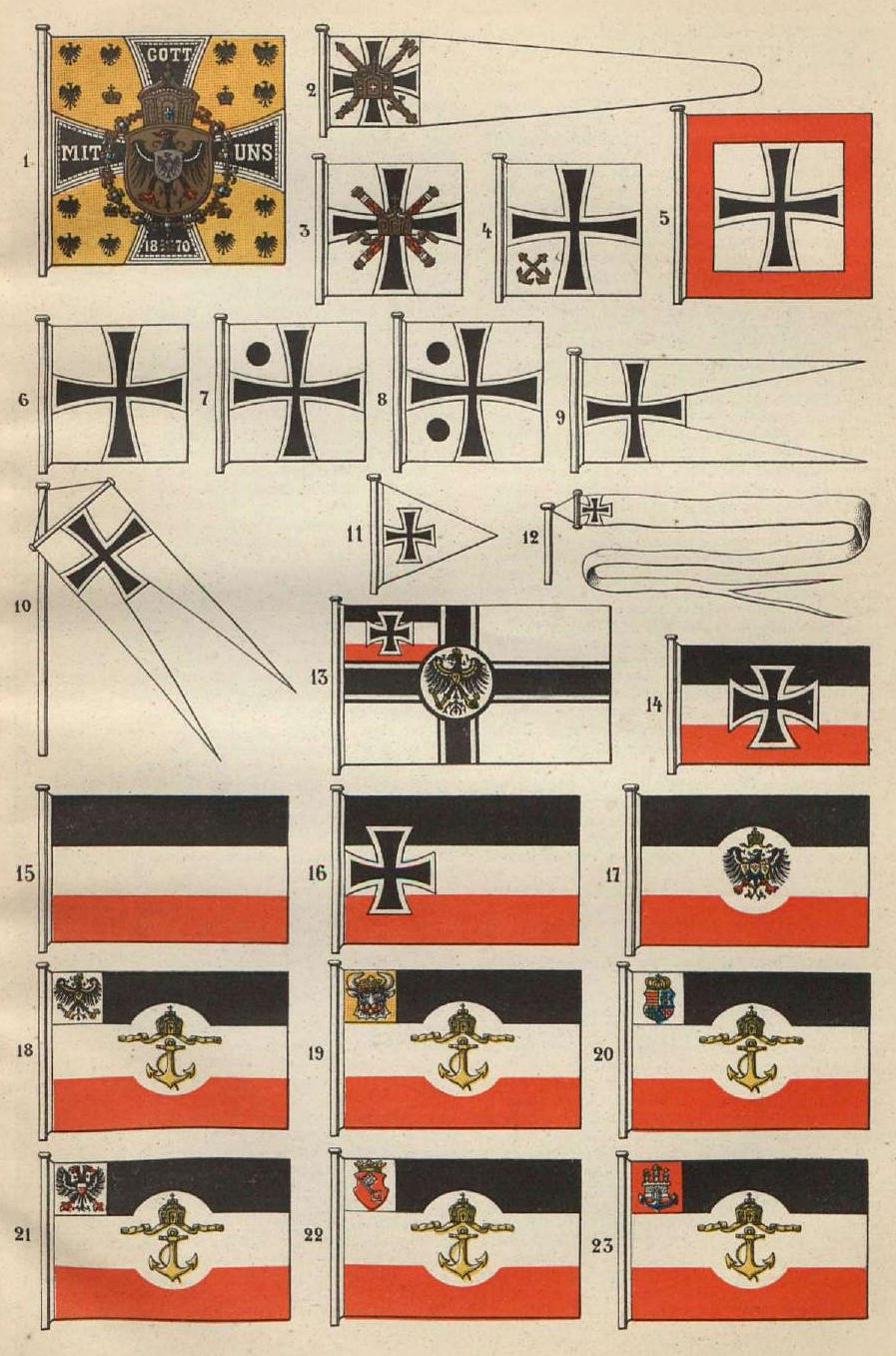
Флаги германского флота
Рисунок из статьи «Германия»
(«Военная энциклопедия Сытина»)
1. Императ. штандарт.
2. Императ. брейдвымпел.
3. Флаг ген.-адмирала.
4. Флаг мор. министра (статс-секретаря мор. ведомства)
5. Флаг главн. инспектора флота.
6. Флаг адмирала.
7. Флаг в.-адмирала.
8. Флаг к.-адмирала.
9. Брейдвымпел коммондора.
10. Брейдвымпел начальника отряда.
11. Брейдвымпел дивизиона.
12. Вымпел.
13. Военный флаг.
14. Гюйс.
15. Национальный (коммерческий) флаг.
16. Флаг коммерч. судов, командирами коих состоят бывш. офицеры флота.
17. Колониальный флаг.
18. Флаг лоцманского и таможен. ведомств.
19. То же для Макленбурга.
20. То же для Ольденбурга.
21. То же для Любека.
22. То же для Бремена.
23. То же для Гамбурга.

В 1889 году было упразднено германское адмиралтейство с заменой его тремя органами:
- высшее командование флота
- имперское морское министерство
- морской кабинет

Разработка оперативных планов перешла к высшему командованию флотом, которое последовательно возглавляли адмиралы фон дер Гольц (29.01.1889–1895) и фон Кнорр (1895–1899).
В 1899 году последовало повеление кайзера Вильгельма II, изменявшее существующее до сих пор устройство управления германским военно-морским флотом. В первом квартале 1899 года вышло два важнейших постановления кабинета министров Германии.
Первым постановлением от 27 февраля 1899 года ввели поправку к закону 1898 года о флоте о введении новой классификации типов кораблей. Броненосцы 1-го класса, и броненосцы 3-го класса получали единое обозначение «линейный корабль».
Ввиду принятого кайзером решения взять на себя непосредственное руководство военно-морскими силами империи, вторым постановлением кабинета министров от 14 марта 1899 года высшее командование военно-морского флота упразднили, поскольку сделалось ненужным существование главного командования как промежуточной инстанции между главой государства и высшими морскими должностными лицами. При этом его функции перешли к шести непосредственно подчинённым кайзеру командным инстанциям:
1. главное инспекторское бюро флота,
2. имперское морское министерство,
3. главный морской штаб,
4. морской кабинет,
5. главные командиры портов Балтийского и Северного морей,
6. начальники эскадр — практической и крейсеров

Главную роль в командовании играли имперское морское министерство и морской кабинет. Однако штабное отделение высшего командования оставили и присвоили ему на будущее название морского генерального штаба, чем регламентировали его непосредственное участие в планировании будущих операций военно-морского флота Германии. Начальник штабного отделения вице-адмирал Бендеманн стал первым начальником морского генерального штаба. Одновременно 1-ю эскадру напрямую подчинили непосредственно самому кайзеру, а во главе главного инспекторского бюро флота поставили одного из старейших адмиралов. Морской кабинет также сохранил своё существование, причём, кроме своих постоянных функций, в круг его компетенции включили решение кадровых вопросов (назначения, награды, браки и пр. офицерского состава флота).
Тактической деятельностью и оперативными разработками теперь ведал главный морской штаб посредством своих служебных инстанций, основным из которых стал морской генеральный штаб. До первой мировой войны на посту начальника морского генерального штаба сменилось семь адмиралов.
Вопросы боевой подготовки были поручены имперскому морскому министерству главному морскому штабу. Идею генерала фон Каприви — нападение на северное побережье Франции — разделяли и высшее командование флотом, и морской генеральный штаб, и её положили в основу оперативных планов как на случай изолированного конфликта с Францией, так и военного столкновения Двойственного или Тройственного союзов.

## Состав
- Флот открытого моря
- Германская Восточно-Азиатская крейсерская эскадра
- Германские силы Балтийского моря
- Средиземноморская эскадра

## Первая мировая война
Уступая по силе британскому флоту (34 дредноута и линейных крейсера к началу войны), германские ВМС (24 дредноута и линейных крейсера) стремились ослабить блокаду Германии и подорвать снабжение Великобритании, параллельно ведя активную кампанию на Балтике против российского Балтийского флота.
- Битва за Атлантику (1914—1918)
  - Сражение в Гельголандской бухте — август 1914 года, поражение германского флота.
  - Потопление крейсеров «Абукир», «Хог» и «Кресси» — 22 сентября 1914 года, полная победа германского флота.
  - Набег на Ярмут — 3 ноября 1914 года, неопределённый исход.
  - Набег на Хартлпул, Скарборо и Уитби — 16 декабря 1914 года, неопределённый исход.
  - Сражение у Доггер-банки — 24 января 1915 года, поражение германского флота.
  - Ютландское сражение — 31 мая — 1 июня 1916 года, тактическая победа немцев, стратегическая победа англичан.
  - Второе сражение в Гельголандской бухте — 17 ноября 1917 года, неопределённый исход.
- Балтийское море:
  - Готландский бой — 19 июня 1915 года, поражение германского флота.
  - Атака на Рижский залив — 8-19 августа 1915 года, поражение германского флота.
  - Моонзундское сражение — 12-20 октября 1917 года, победа германского флота.
- Тихий океан:
  - Бомбардировка Папеэте — 22 сентября 1914 года, победа германского флота.
  - Сражение при Коронеле — 1 ноября 1914 года, полная победа германского флота.
  - Фолклендский бой — 8 декабря 1914 года, сокрушительное поражение германского флота.
- Индийский океан:
  - Бой у Занзибара — 20 сентября 1914 года, победа германского флота.
  - Бомбардировка Мадраса — 22 сентября 1914 года, победа германского флота.
  - Бой у Пенанга — 28 октября 1914 года, победа германского флота.
  - Бой у Кокосовых островов — 9 ноября 1914 года, поражение германского флота.
  - Бой на Руфиджи — октябрь 1914 — 1 июля 1915 года, поражение германского флота.
- Чёрное море (германские корабли с немецкой командой были присоединены к турецкому флоту):
  - Бой у мыса Сарыч — 18 ноября 1914 года, поражение германского флота.
  - Бой у Босфора — 10 мая 1915 года, поражение германского флота.
- Затопление Флота открытого моря (21 июня 1919 года. Итог — 52 корабля затонули, 22 выведены англичанами на мель).

## Звания
- Гроссадмирал (Großadmiral)
- Адмирал (Admiral)
- Вице-адмирал (Vizeadmiral)
- Контр-адмирал (Konteradmiral)
- Капитан первого ранга (Kapitän zur See)
- Капитан второго ранга (Fregattenkapitän)
- Капитан третьего ранга (Korvettenkapitän)
- Капитан-лейтенант (Kapitänleutnant)
- Обер-лейтенант флота (Oberleutnant zur See)
- Лейтенант флота (Leutnant zur See)
- Палубный унтер-офицер (Deckoffizierleutnant)
- Фенрих флота (Fähnrich zur See)
- Морской кадет (Seekadett)
- Старший палубный офицер (Oberdeckoffizier)
- Палубный офицер (Deckoffizier)
- Фельдфебель (Feldwebel)
- Вице-фельдфебель (Vize-Feldwebel)
- Старшина 1-й статьи (Obermaat)
- Маат (Maat)
- Старший матрос (Obermatrose)
- Матрос (Matrose)

## Флаги кораблей и судов

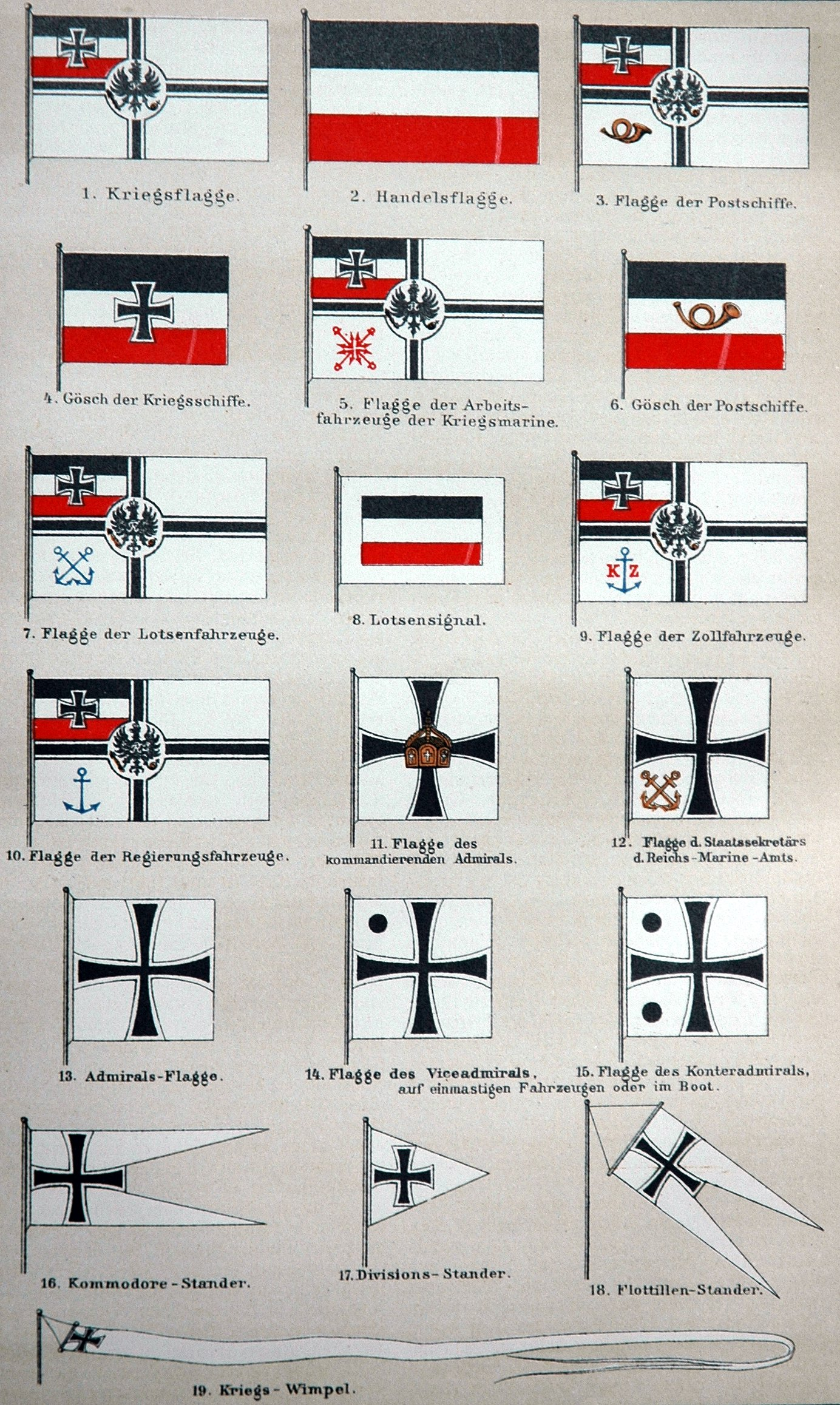

Флаг боевых кораблей 1892—1903
Флаг боевых кораблей 1903—1919
Гюйс 1871—1919
Флаг вспомогательных судов 1893—1919

### Флаги должностных лиц

Коммодор
Командир дивизиона
Командир флотилии
Вымпел боевых кораблей